# Anneloes Kock
Anneloes Kock (Etten, 21 december 1988) is een Nederlandse voetbalster die vanaf seizoen 2009/10 uitkomt voor Be Quick '28.

## Carrière
Kock begon al op 5-jarige leeftijd met voetballen tussen de jongens bij Etten. Toen ze haar club verruild had voor SC Varsseveld kreeg ze voor het eerst een uitnodiging voor Oranje onder 17. Daarna maakte ze de overstap naar RKHVV dat uitkwam in de hoofdklasse, het hoogste niveau voor vrouwenvoetbal in Nederland op dat moment. Ze stroomde ook door naar Oranje onder 19, waar ze in september van 2006 tegen Litouwen haar kruisband scheurde. Door haar blessure kon ze dat seizoen niet meedoen met de trainingsstages voor de Eredivisie voor vrouwen, toch kreeg ze een aanbieding van FC Twente die ze dan ook graag aannam, waardoor ze vanaf de start te zien is in de nieuwe eredivisie. Ook haar eerste seizoen bij FC Twente kreeg ze te maken met een vervelende blessure, waardoor ze veel wedstrijden moest missen. Op 24 mei 2008 won ze met FC Twente de KNVB beker, ze kwam tijdens de finale als invaller op het veld.

## Erelijst
RKHVV
- Fair Play Cup: 2007

FC Twente
- KNVB beker: 2008

## Statistieken
| Seizoen | Club         | Land      | Competitie  | Wedstrijden | Doelpunten |
| ------- | ------------ | --------- | ----------- | ----------- | ---------- |
| 2005/06 | RKHVV        | Nederland | Hoofdklasse | -           | -          |
| 2006/07 | RKHVV        | Nederland | Hoofdklasse | -           | -          |
| 2007/08 | FC Twente    | Nederland | Eredivisie  | 8           | 0          |
| 2008/09 | FC Twente    | Nederland | Eredivisie  | 0           | 0          |
| 2009/10 | Be Quick '28 | Nederland | Hoofdklasse | -           | -          |
| 2010/11 | Be Quick '28 | Nederland | Hoofdklasse | -           | -          |
| 2010/11 | FC Zwolle    | Nederland | Hoofdklasse | 2           | 0          |